# Amore piccante
Amore piccante (사장님의 식단표?, Sajangnim-ui sikdanpyoLR; lett. "Il menù del capo") è una miniserie televisiva sudcoreana del 2024, creata da Kim Hye-young, scritta da Jo Min-jung, diretta da Jung Hoon e interpretata da Lee Sang-yi e Han Ji-hyun. È uno spin-off della serie Nessun guadagno niente amore e racconta la storia d'amore tra un amministratore delegato e una nutrizionista. È stata pubblicata su TVING il 3 ottobre 2024 ed è disponibile per lo streaming su Amazon Prime Video in alcune regioni selezionate.

## Trama
L'autrice di romanzi online per adulti Nam Ja-yeon si ritrova misteriosamente nei panni della protagonista femminile del suo stesso libro intitolato Amore piccante. Questo evento dà vita a un inaspettato fantasy romantico, in cui l'autrice, alle prese con le sue difficoltà relazionali, interagisce con il protagonista maschile, Kang Ha-jun.

## Personaggi
- Kang Ha-joon, interpretato da Lee Sang-yi[1]
- Seo Yeon-seo, interpretata da Han Ji-hyun[1]

## Produzione
La produzione di Amore piccante è stata annunciata prima che la serie madre Nessun guadagno niente amore andasse in onda. È stata scritta da Jo Min-jung, diretta da Jung Hoon, pianificata da CJ ENM Studios e prodotta da Bon Factory. Lee Sang-yi e Han Ji-hyun sono stati scelti nel luglio 2024 e confermati nell'agosto 2024.